# Tužina
Tužina (Hongaars: Kovácspalota, Duits: Schmiedshau) is een Slowaakse gemeente in de regio Trenčín, en maakt deel uit van het district Prievidza.
Tužina telt 1.245 inwoners.